# Ictalurus ochoterenai
Ictalurus ochoterenai är en fiskart som först beskrevs av De Buen, 1946.  Ictalurus ochoterenai ingår i släktet Ictalurus och familjen Ictaluridae. Inga underarter finns listade i Catalogue of Life.